# Le Plantier de Costebelle
Le Plantier de Costebelle es una casa de arquitectura neo-palladiana construida a partir de 1857 por la baronesa Hortense Pauline Husson de Prailly. Situada en la comuna de Hyères-les-Palmiers, en el departamento de Var, en la vertiente este del "mont des Oiseaux" y de las colinas de "Costebelle", la propiedad domina la rada de Hyères, la península de Giens y las islas de Porquerolles y de Port-Cros. Centro turístico en la segunda mitad del siglo XIX para eminentes clérigos (el padre de Dominica Henri Lacordaire y el obispo de Orleans, Monseñor Félix Dupanloup), la « Villa des Palmiers»  (villa de las Palmeras) (así bautizada por  la Sra. de Prailly) acoge también al escritor legitimista Armand de Pontmartin. Pero la más famosa visita a la Villa de las Palmeras hasta ahora sigue siendo el paso de la reina Victoria acompañada de princesa Henri de Battenberg, en 1892. 
À partir de 1896, el escritor y académico francés Paul Bourget (1852 † 1935), autor de Le Disciple, compra la propiedad que toma entonces su nombre actual, « Le Plantier de Costebelle», y allí recibe a numerosas personalidades del mundo literario, tales como André Gide, Henry James, Edith Wharton, de la esfera política (Lady Randolph Churchill, Charles Maurras, Maurice Barrès) o de la militar (el mariscal Joseph Joffre), y así, hasta su muerte, en 1935.
La casa se beneficia de una inscripción parcial en el inventario suplementario de los monumentos histórico· por un decreto del 26 de diciembre de 1976. Se etiqueta su parque botánico como « Jardin Remarquable» desde noviembre del 2009. Después de numerosos años de restauración destinada a devolver el conjunto arquitectónico y botánico tal como fue deseado por la Sra. de Prailly en el siglo XIX, el "Plantier de Costebelle" actualmente es una casa de un escritor, combinando vivienda privada y apertura al público bajo algunas condiciones.

## Historia de la propiedad
En el origen de la propiedad del "Plantier de Costebelle" se encuentra en unos extensos terrenos que pertenecen a Louis Jacques Odier, miembro del Consejo soberano de la República de Ginebra, a partir de 1822. Dominique Honoré Peillon y su esposa, nacida Marguerite Adélaïde Eydoux, propietarios hyérois, se convierten en los nuevos amos de los lugares en 1840. Tras la expropiación del sieur Peillon y una venta a las pujas, el 1 de abril del 1851, la finca se asigna a Ernest Desclozeaux. El monarquía de Julio hizo de él un magistrado. Se le elige a continuación de diputado en Bruma en los Altos Alpes. Pero después de la revolución francesa de 1848, se aleja de la vida política. En 1857, Ernest Desclozeaux segrega una parcela de terreno que vende a baronesa de Prailly. Es la partida de nacimiento de la propiedad del Plantier de Costebelle.

### Las características del parque del Plantier de Costebelle

#### Relación de los vegetales del parque botánico

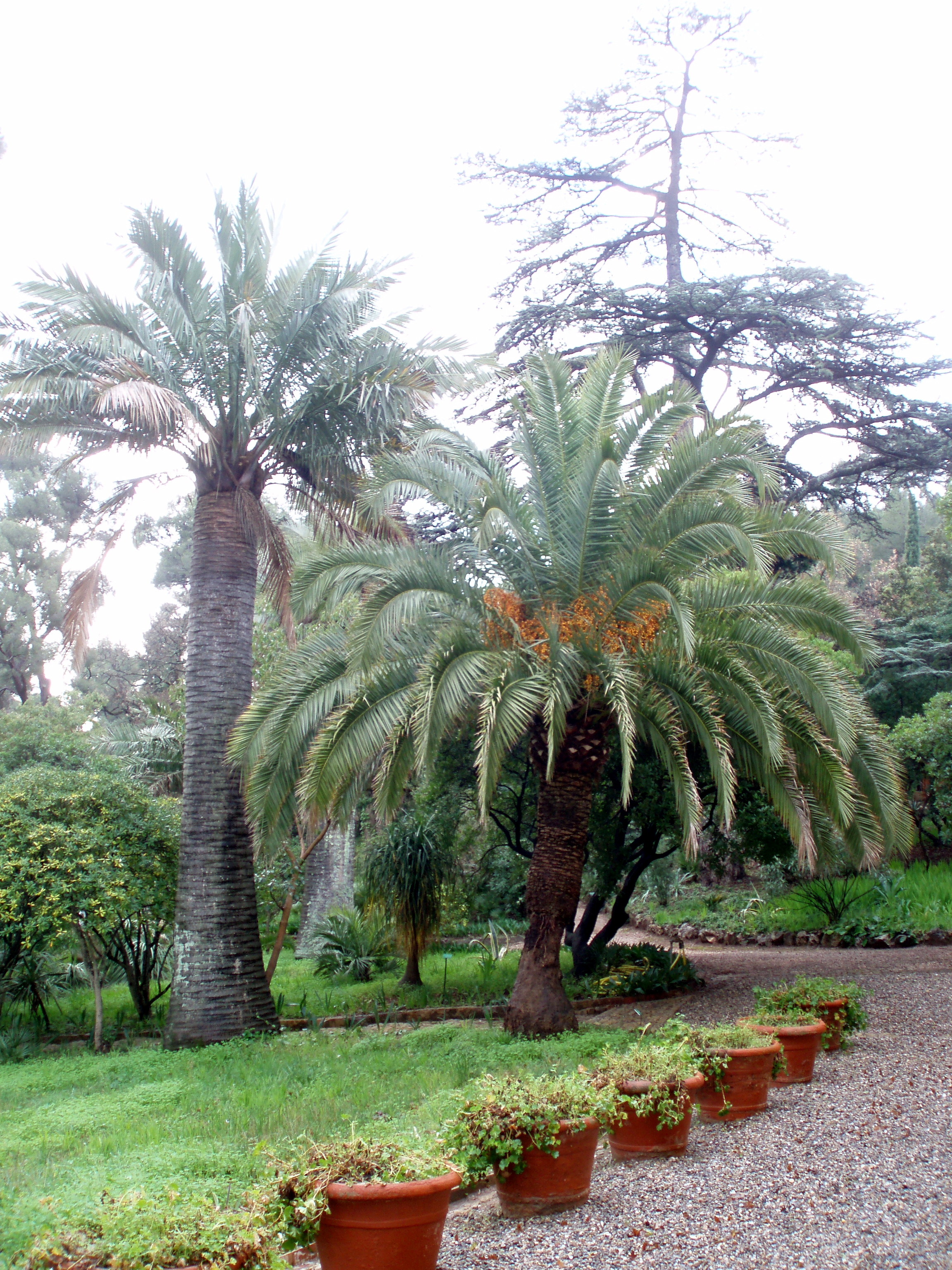
Un Jubaea chilensis y un Phoenix canariensis en el Plantier de Costebelle.

- Phoenix canariensis (datilera de las Canarias, palmera de Hyères)
- Jubaea chilensis (cocotero de Chile, palmera de la miel)*[9]
- Butia capitata (árbol de la laca de Brasil)
- Phoenix roebelenii (datilera del Mekong, datilera enana)
- Syagrus romanzoffiana (cocotero plumoso del Uruguay, palmera Reine)
- Sabal palmetto (palmera de Florida)*[10]
- Musa basjoo (bananero de Japón, bananero rústico)
- Cycas revoluta (cyca de los tiempos revueltos)
- Dasylirion serratifolium y Dasylirion glaucophyllum (dasylire barbudo de México)
- Washingtonia robusta (washingtonia mexicana, palmera de México)
- Brachychiton sp. (árbol botella de Australia)
- Nolina longifolia (nolina de hojas largas de Oaxaca)*
- Chamaedorea microspadix (palmera bambú de México)
- Juniperus drupacea (ginebro de Siria)*
- Trachycarpus fortunei ( palmera de China)
- Beaucarnea recurvata (nolina recurvada, pata de elefante de México)
- Yucca rostrata (yucca rostrata de Texas)
- Yucca gigantea (yuca elefante de Guatemala)
- Pinus canariensis (pino de las Canarias, pino de Tenerife)*
- Nerprun alaterne (prunier noir, niger prunus)
- Brahea armata (palmera azul de Baja California)
- Callistemon sp. (árbol botella de Australia)
- Ravenea rivularis (ravenea de los pastores, palmera majestad de Madagascar)*
- Dracaena draco (drago de las Canarias, drago común)
- Yucca filifera (palmier de Saint Pierre du México)*
- Agave americana (agave americano, maguey)
- Agave americana marginata (agave americano, agave pita)
- Agave americana var. medio picta aurea (agave americano amarillo de México)
- Agave salmiana var. ferox (agave ferox de México)
- Pinus sabiniana (pino gris de California)*
- Beschorneria yuccoides (beschorneria con forma de yuca de México)
- Agave attenuata (agave cola de zorra)
- Cycas circinalis (cyca envuelto de la India)*
- Araucaria araucana (desesperación de los monos de Chile)[11]
- Trachycarpus wagnerianus (palmera miniatura de Chusan)*
- Phoenix dactylifera (palmier-dattier)[Note 1]
- Livistona chinensis (livistonia de China, palmera fuente)*
- Chamaerops humilis (palmera enana,)
- Arbutus andrachne (madroño de Chipre)*
- Arbutus unedo (madroño común del Mediterráneo)
- Pinus halepensis (pino de Alepo)*
- Quercus suber (alcornoque)
- Cedrus libani (cedro del Líbano)
- Jasminum humile subsp. humile (jasmín reliquia)
- Arbutus ×andrachnoides (madroño híbrido del Mediterráneo)
- Freesia alba (frisia blanca de Sudáfrica)
- Pittosporum tobira (pitosporo de semilla gruesa de Nueva Caledonia)
- Cyprès sempervirent (ciprés común del Mediterráneo)
- Quercus pubescens (roble blanco, roble pubescente, roble trufero)*
- Kerria japonica (querria de Japón)
- Acacia dealbata (mimosa de invierno, mimosa de los floristas)
- Spiraea arguta (espirea de Japón)
- Yucca gloriosa (yucca gloriosa del Mississipi)
- Agave lophanta poselgeri (agave lophanta de Texas)
- Agave salmiana (agave salmiana de México)
- Agave bracteosa (agave de brácteas)
- Ceratonia siliqua
- Agave angustifolia variegata (agave de Costa Rica)
- Agave parryi truncata (Agave patonii de México)
- Agave americana var. medio picta alba (agave de México)
- Pistacia lentiscus (pistachero, cuenca mediterránea)
- Agave sisalana (sisal de México)
- Urginea maritima (escila marítima de la cuenca mediterránea)
- Chasmanthe floribunda (chasmanthe Sudáfrica)
- Agapanthus praecox (agapanto Sudáfrica)
- Phoenix canariensis ×dactylifera (datilera de las Canarias híbrido)
- Yucca torreyi (yuca de John Torrey, Texas)
- Yucca schottii (yuca de Arizona)
- Quercus rysophylla (Encina de México, Peckerwood garden, Texas)
- Howea forsteriana (kentia, isla Lord Howe Australia)*
- Encephalartos altensteinii (encephalartos, Cabo del Este Sudáfrica)*
- Cordyline australis purpurea (cordyline púrpura de Nueva-Zelanda)

Las especies vegetales señalados de un * son notables debido a su antigüedad (los cocoteros de Chile cultivados por la Sra. de Prailly o la yuca filifera descrita por Chabaud en 1876 por ejemplo) o de su escasez sobre la costa mediterránea - el cycas circinalis, el ravenea de las riberas de Madagascar o el kentia, pasan por ser los más notables.

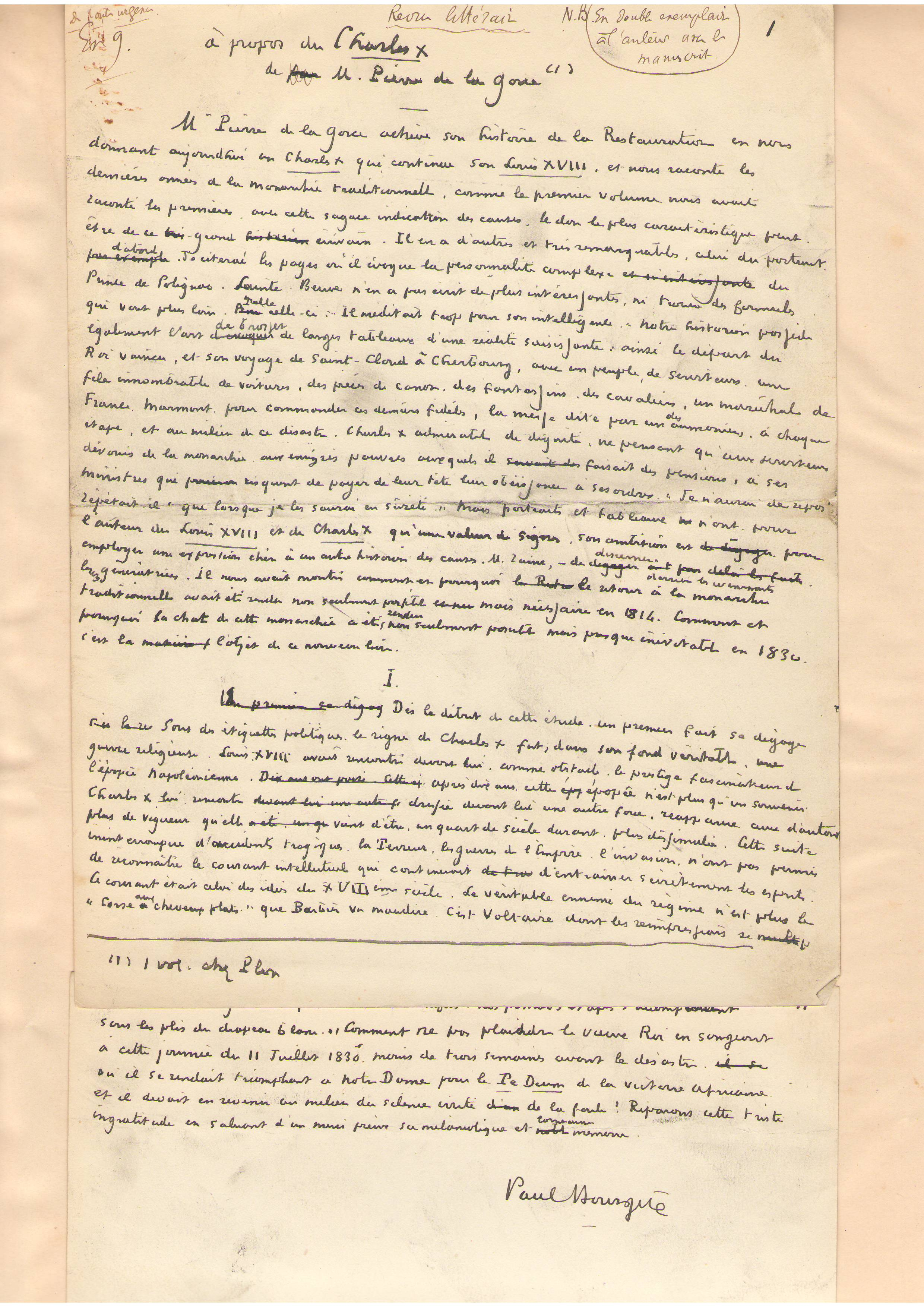
A propósito de Charles X de Pierre de La Gorce tomo II de La Restauration.
Paul Bourget y la marquesa de Argenson dibujado por ella misma, le Démon de midi.
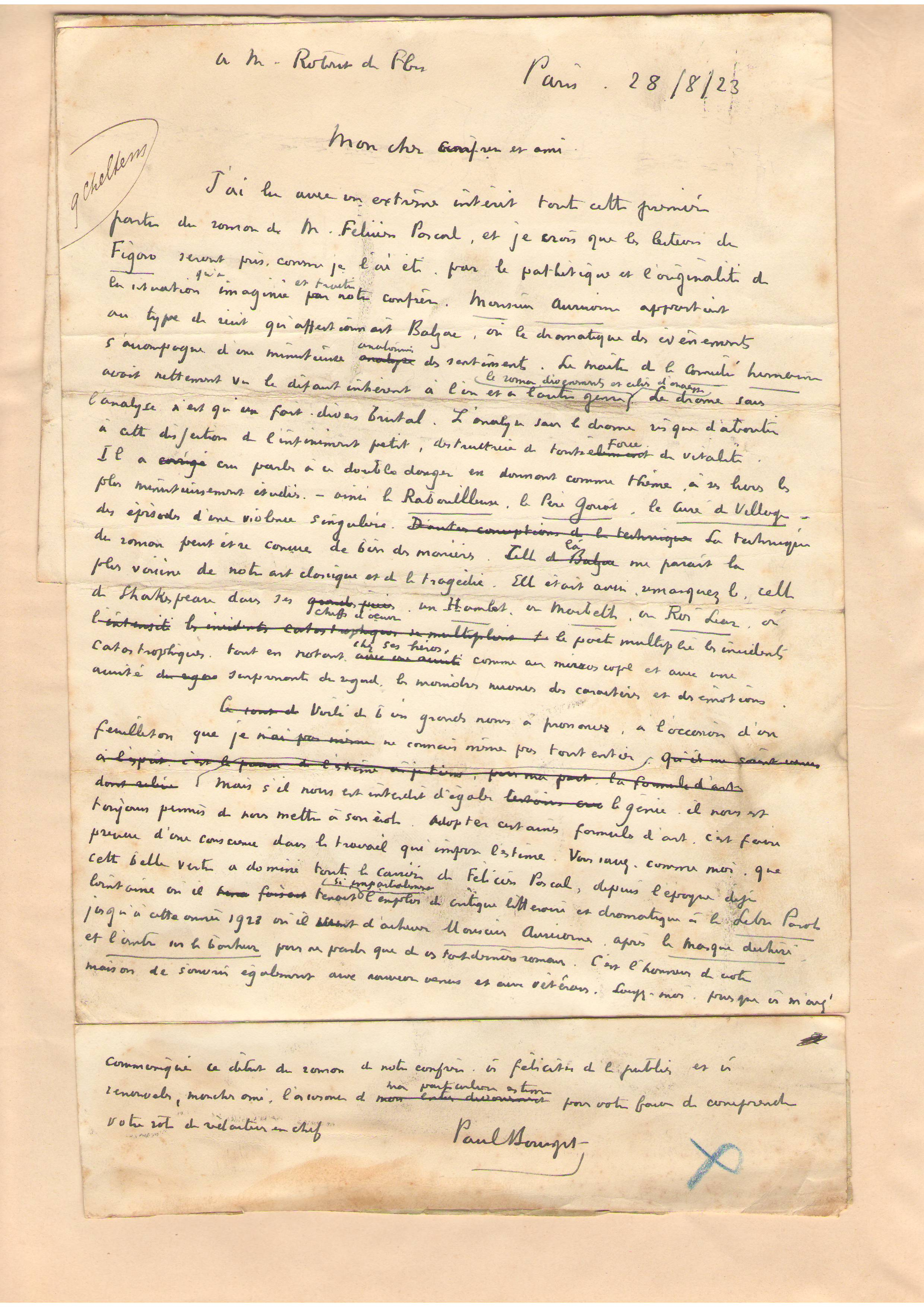
Carta manuscrita a Robert de Flers un personaje de una novela de Félicien Pascal.
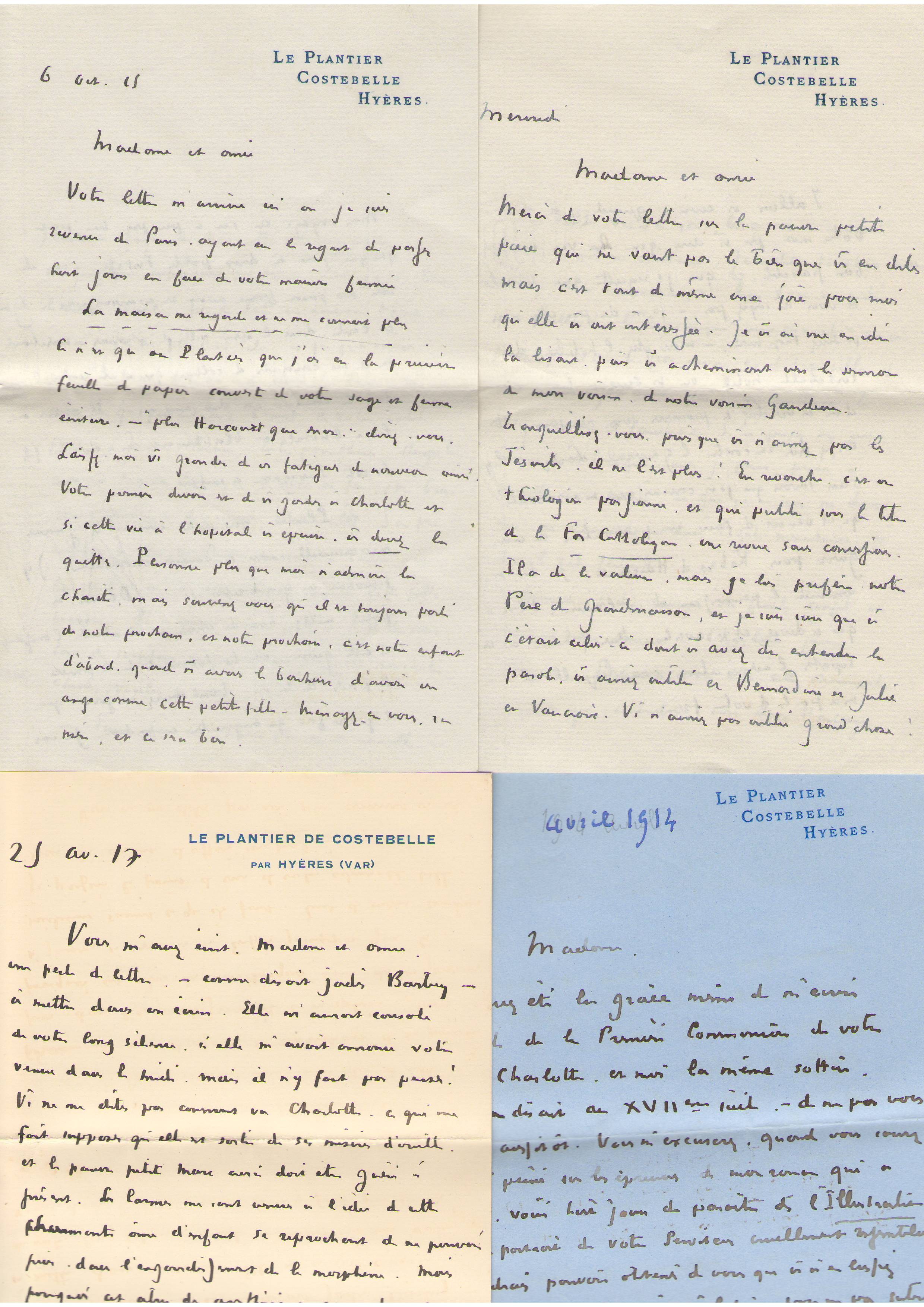
Cartas a la marquesa de Argenson escritas desde Le Plantier de Costebelle.

## Anexos